# Rose (Dos hombres y medio)
Rose es un personaje de la serie de televisión Two and a Half Men interpretado por Melanie Lynskey. Se convirtió en acosadora de Charlie Harper después de pasar una noche con él y se da a entender que era considerada una loca. Tiene un máster en psicología. Usualmente sube por el balcón y espía por la ventana. Aunque Charlie le teme, tiene una buena relación con Alan y con Jake. En el funeral de Charlie, ella dice que él se resbaló en el metro delante de un tren, pero ella (según Berta) en realidad le empujó por sus problemas mentales y su obsesión con él. Cuando se mudó a Inglaterra con sus padres Charlie comenzó a extrañarla pero luego, cuando se reencontró con ella, volvió a la normalidad. Su padre es interpretado por Martin Sheen (padre de Charlie Sheen en la vida real). En la temporada 9, se alía con Bridget para hacer sufrir a Walden.
- Datos: Q4121267